# سعد موفق
سعد موفق (مواليد 16 فبراير 1994) ممثل مغربي، شارك في عدة أفلام ومسلسلات مغربية. يتميز بموهبة فريدة في مجال التشخيص والتمثيل، حيث تألق في مختلف الأدوار والشخصيات المتنوعة في وقت وجيز.

## مسيرته
ولد سعد موفق في 16 فبراير 1994 بمدينة الدار البيضاء وسط عائلة تعود أصولها إلى منطقة بني ملال. بعد حصوله على شهادة الباكالوريا، إلتحق بالمعهد العالي للفن المسرحي والتنشيط الثقافي، والذي تخرج منه سنة 2017، وبدأ بعدها مشواره الفني بالظهور في عدة أعمال تلفزيونية وسينمائية، حيث قدم مجموعة من الأدوار المتميزة، أبرزها دور حمودة في مسلسل ياقوت وعنبر ودور عباس في مسلسل مول لمليح.

## أعماله
- 2018: قلوب تائهة
- 2020: ياقوت وعنبر
- 2021: الصلا والسلام
- 2021: السر القديم
- 2022: مول لمليح
- 2022: شهد
- 2022: العبد
- 2023: غدر الزمان
- 2023: طريق الورد
- 2024: دار النسا
- 2024: حرير الصابرة
- 2024: بين لقصور

## جوائز وترشيحات
فاز سعد موفق بجائزة أحسن دور رجالي عن دوره في فيلم العبد في مهرجان آرليم للسينما المغاربية بهولندا.

## روابط خارجية
- سعد موفق على موقع IMDb (الإنجليزية)
- سعد موفق على موقع قاعدة بيانات الأفلام العربية
- سعد موفق على موقع قاعدة بيانات الفيلم (الإنجليزية)